# Deroplia pilosa
Deroplia pilosa là một loài bọ cánh cứng trong họ Cerambycidae.